# لمسك
لمسك (بالفارسية: لمسک) هي قرية تقع في غلستان في إيران. يقدر عدد سكانها بـ 1,707 نسمة .